# Ranchería Leona Vicario (Tabasco)
Leona Vicario es una ranchería del municipio de Balancán ubicado en la subregión de los Ríos del estado mexicano de Tabasco.

## Geografía
La localidad se ubica a 10.7 kilómetros (en dirección norte) de la localidad de Balancán de Domínguez, la cabecera y lugar más poblado del municipio. Se sitúa en las coordenadas geográficas 17°41′33″N 91°32′35″O / 17.692500, -91.543056, a una elevación de 10 metros sobre el nivel del mar.

## Demografía
Según el Conteo de Población y Vivienda 2020, efectuado por el Instituto Nacional de Estadística y Geografía, la localidad de Leona Vicario tiene 164 habitantes, de los cuales 83 son del sexo masculino y 81 del sexo femenino. Su tasa de fecundidad es de 1.97 hijos por mujer y tiene 50 viviendas particulares habitadas.
| Gráfica de evolución demográfica de Leona Vicario entre 1930 y 2020 |
|                                                                     |
| INEGI.                                                              |